# Archidium minus
Espèce
Archidium minus est une espèce de mousse de la famille des Archidiaceae. Elle fut aussi appelée Archidium hallii var. minus mais cette appellation synonyme est considérée comme non valide.